# یلوه چتم
یلوه چتم (نام علمی: Cabalus modestus) یک گونه منقرض‌شده از پرندگان بی‌پرواز در خانواده یلوگان است. این گونه بومی جزایر چتم، منگر و پیت در مجمع‌الجزایر چتم نیوزلند بود. یلوه چتم برای نخستین بار در سال ۱۸۷۱ در Mangere کشف شد و ۲۶ نمونه جمع‌آوری‌شده از آنجا از مجموعه‌های موزه‌ای شناخته شده‌است. نام مائوری آن «ماتیراکاهو» بود.
- یلوه هاوکینز، یکی دیگر از یلوه‌های بی‌پرواز منقرض‌شده بومی جزایر چتم است.

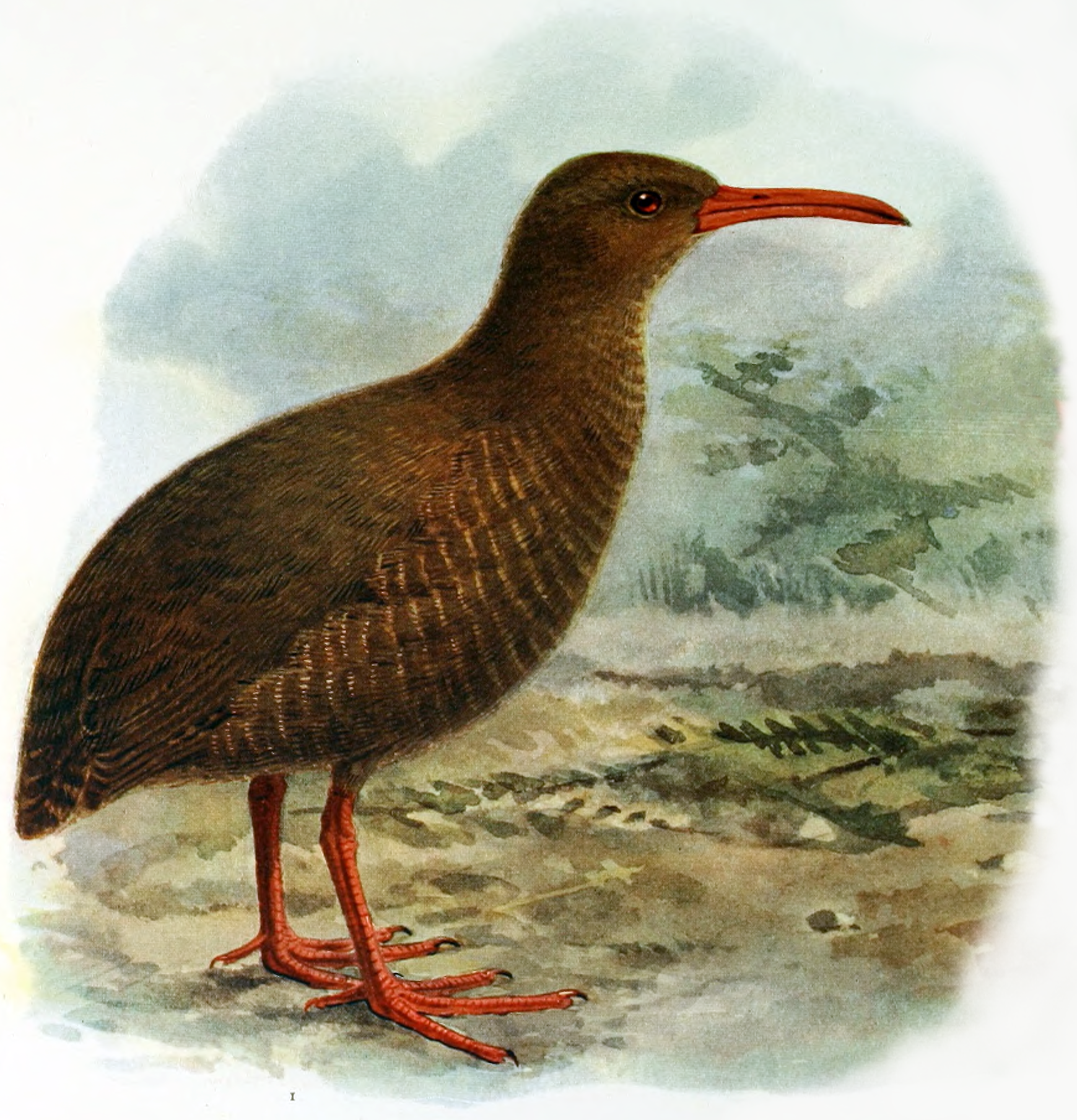
نگاره‌ای از ۱۹۰۷